# Bacardi Feeling
Bacardi Feeling (Summer Dreamin’) ist ein Lied der US-amerikanischen Sängerin Kate Yanai. Es erschien im Jahr 1991, Teile des Refrain waren jedoch schon seit 1988 Teil eines Werbespots für den Spirituosenhersteller Bacardi und seine Rumerzeugnisse.

## Entstehung und Veröffentlichung
Im Jahr 1988 wurden ursprünglich nur einige Zeilen von Kate Yanai (Kate Markowitz) für einen Werbespot für Bacardi eingesungen. Aufgrund der Popularität wurde 1991 ein kompletter Titel, ohne inhaltlichen Bezug zur Marke, aufgenommen; der Markenname fand sich lediglich im Liedtitel wieder.
Die Vollversion wurde ebenfalls von der Interpretin selbst, zusammen mit den Koautoren Paul Barresi, Olivier Bloch-Lainé und Christina Trulio, in G-Dur mit 89 Schlägen pro Minute geschrieben. Bloch-Lainé zeichnete zudem auch für die Produktion verantwortlich.
Die Erstveröffentlichung von Bacardi Feeling (Summer Dreamin’) erfolgte als Single im Jahr 1991 bei WEA Records. Diese erschien in verschiedenen Ausführungen als 7″-, 12″- und CD-Maxi-Single, die sich durch die Anzahl und Auswahl der B-Seiten unterschieden. Als B-Seiten wurden zumeist verschiedene Remixversionen des Titels verwendet.

## Rezeption
1992 gewann das Lied den RSH-Gold in der Kategorie „Werbesong des Jahres“.
Die GfK Entertainment kürte das Lied nachträglich zum Sommerhit des Jahres 1991.

## Kommerzieller Erfolg

### Chartplatzierungen
| ChartsChartplatzierungen | Höchstplatzierung | Wochen |
| ------------------------ | ----------------- | ------ |
| Deutschland (GfK)        | 1 (26 Wo.)        | 26     |
| Österreich (Ö3)          | 1 (19 Wo.)        | 19     |
| Schweiz (IFPI)           | 2 (22 Wo.)        | 22     |

| ChartsJahrescharts (1991) | Platzierung |
| ------------------------- | ----------- |
| Deutschland (GfK)         | 5           |
| Österreich (Ö3)           | 11          |
| Schweiz (IFPI)            | 25          |

### Auszeichnungen für Musikverkäufe
| Land/Region        | Auszeichnungen für Musikverkäufe (Land/Region, Auszeichnung, Verkäufe) | Verkäufe |
| ------------------ | ---------------------------------------------------------------------- | -------- |
| Deutschland (BVMI) | Platin                                                                 | 500.000  |
| Österreich (IFPI)  | Gold                                                                   | 25.000   |
| Insgesamt          | 1× Gold · 1× Platin ·                                                  | 525.000  |

## Coverversionen

### Project B. feat. Kelly Rowland
Im Jahr 2012 veröffentlichte das Musikprojekt Project B. eine Coverversion zu Bacardi Feeling (Summer Dreamin’), mit der Unterstützung der US-amerikanischen Sängerin Kelly Rowland. Es handelte sich dabei um eine musikalische Aktion zum 150. Geburtstag der Marke Bacardi, die in Deutschland durch das Produzententrio FNSHRS. (bestehend aus Paul NZA, Marek Pompetzki und Cecil Remmler) produziert wurde. Die Erstveröffentlichung erfolgte am 6. Juli 2012 als Single bei Embassy of Music. Diese erschien als CD-Maxi-Single und zum Download mit fünf verschiedenen Versionen des Liedes (Katalognummer: 5053105370221).
| ChartsChartplatzierungen | Höchstplatzierung | Wochen |
| ------------------------ | ----------------- | ------ |
| Deutschland (GfK)        | 62 (3 Wo.)        | 3      |
| Österreich (Ö3)          | 52 (2 Wo.)        | 2      |

### Weitere Coverversionen
- 1997: FC Bayern & Andrew White feat. Petra Scheesler (Album: To the Top)[2]
- 1997: Franz Lambert[1]